# まるまるちびまる子ちゃん
『まるまるちびまる子ちゃん』（まるまるちびまるこちゃん）は、2007年4月19日から2008年2月28日までフジテレビ系列で放送されていた、さくらももこの漫画・アニメ『ちびまる子ちゃん』を原作とした子供向けテレビ番組。ドラマとバラエティの2部構成で放送されていた。

## 番組概要
『カスペ!』枠で放送された『スペシャルドラマ版ちびまる子ちゃん』が好評だったことから、『クイズ$ミリオネア』の後番組として放送開始。番組の仮タイトルは当初『〜まるまる全部ちびまる子ちゃん〜 まるまるちびまる子!』が挙げられていた。
まる子ことさくらももこ役は、単発シリーズでの森迫永依に代わり、オーディションで選ばれた伊藤綺夏が演じた。また、まる子以外のキャストも単発シリーズから続投となったのは友蔵役のモト冬樹、戸川先生役の笠井信輔のみで、他は全員一新されている。
番組内容は、放送開始当初は前半に通常のドラマ、後半にバラエティーコーナー、エンディングは爆チュー問題とのダンスを放送していたが、開始後数回でほぼ、前半にバラエティ、後半にドラマのパターンが多くなった。
ドラマパートは『のだめカンタービレ』で定着した、エフェクトで漫画の表現を再現するというスタイルを継承している。
2007年8月11日には土曜ワイド枠にて、『ちびまる子ちゃん豪華夏休みスペシャル』のタイトルで90分スペシャルが放送され、第4話『お母さんの日』・第9話『父の日』・第10話『幸せ極楽、保健室』の3本が再放送された。
2007年9月27日には、2時間スペシャルが放送された。
当初の放送予定は半年とされていたが、最終的に約一年間放送された。
民放でゴールデンタイム枠における児童層を対象にした連続ドラマは約20年ぶり（一応、同局による『木曜の怪談』も存在した）、またフジテレビ木曜19:00開始のドラマは、1973年4月〜9月放送の特撮番組『ロボット刑事』（19:00 - 19:30）以来、33年半ぶりである
- 一応この間『木曜の怪談』のほか、『スケバン刑事』シリーズなどの19:30開始ドラマも存在した。また在阪準キー局の関西テレビでは、1981年10月 - 1982年3月に自社作品『阪急ドラマシリーズ 事件ですよ!』を木曜19:00で放送していた（フジ側は木曜17:00の先行ネット放送）。

## 放送時間
- 毎週木曜日19:00 - 19:57（JST）

## キャスト
ちびまる子ちゃんの登場人物も参照

### さくら家
- さくらももこ（まる子） - 伊藤綺夏
- さくらすみれ（お母さん） - 酒井法子
- さくらひろし（お父さん） - 三村マサカズ（さまぁ〜ず）
- さくらこたけ（おばあちゃん） - 宮崎美子
- さくら友蔵（おじいちゃん） - モト冬樹
- さくらさきこ（お姉ちゃん） - 村崎真彩

### 3年4組
- 戸川先生 - 笠井信輔（当時フジテレビアナウンサー）
- 穂波たまえ（たまちゃん） - 岩本千波
- 浜崎のりたか（はまじ） - 佐野剛基
- 花輪和彦 - 石堂天山
- 丸尾スエオ - 牧野晴
- みぎわ花子 - 入澤楓華
- 土橋とし子 - 當麻真歩
- 城ヶ崎姫子 - 梶浦花
- 冬田美鈴 - 高橋麻友
- 野口笑子 - 今泉野乃香
- 永沢君男 - 永本佳以
- 藤木茂 - 濱本佑太
- 大野けんいち - 桑代貴明
- 杉山さとし-上原陸
- 富田太郎（ブー太郎） - 河口瑛将
- 小杉太 - 乙黒勇希
- 山根つよし - 片貝健志
- 山田笑太 - 中上海輔
- 長山治 - 大隈祐輝
- 杉浦とくぞう（とくちゃん） - 濱田龍臣
- 笹山かず子 - 森千絵香
- 前田ひろみ - 外島千夏
- 西村たかし - 梅澤太一

バラエティパート
- いんだたけきち（インチキおじさん） - 大竹一樹（さまぁ〜ず）
- マスター/体育の鈴木先生 - パパイヤ鈴木
- ウェイトレス/副担任松尾先生 - 松尾翠（当時、フジテレビアナウンサー）
- 福井謙二（当時、フジテレビアナウンサー）
- 森公美子
- 伊藤利尋（フジテレビアナウンサー）

エンディング
- 爆チュー問題 - 爆笑問題（太田光・田中裕二）

### ドラマの放送リスト・ゲスト
※4月26日のみ2本立てで放送。6月21日・8月16日・11月8日の3回はドラマが放送されなかった。
第1話（4月19日放送）
- 『新学期。まる子、生き物係になる』の巻
  - 山口紗弥加 - まる子の夢の中のウェイトレス

第2話（4月26日放送）
- 『まる子、忘れ物をする』の巻

第3話（4月26日放送）
- 『まる子、遠足の準備が好き』の巻

第4話（5月10日放送）
- 『おかあさんの日』の巻
  - 優香 - 雑貨屋店員

第5話（5月17日放送）
- 『まる子、お誕生会をひらく』の巻
  - 光浦靖子（オアシズ） - 丸尾くんのお母さん

第6話（5月24日放送）
- 『今日は家庭訪問の日』の巻
  - 高島彩（当時フジテレビアナウンサー） - お姉ちゃんの6年2組担任（高島姓）

第7話（5月31日放送）
- 『まる子、ブロマイドをなくす』の巻
  - 温水洋一 - 中野さん
  - 境鶴丸、春日由実（いずれも当時フジテレビアナウンサー） - スター千一夜の声

第8話（6月7日放送）
- 『まる子、お泊りに行く』の巻
  - 森口瑤子 - たまちゃんのお母さん

第9話（6月14日放送）
- 『父の日』の巻
  - カンニング竹山 - 山ちゃん
  - 田中要次 - 松岡三郎（みまつやのオヤジ）
  - 野添義弘 - 居酒屋のオヤジ
  - 北村燦來 - 幼稚園児のころのまる子
  - 秋元優里（フジテレビアナウンサー） - オールスター家族対抗歌合戦司会者の声

第10話（6月28日放送）
- 『幸せ極楽、保健室』の巻
  - 片平なぎさ - 保健室の先生

第11話（7月12日放送）
- 『20年後の同窓会』の巻
- 20年後のまる子と3年4組の生徒たちの様子を描いた特別編。
  - さくらももこ（まる子） - 上野樹里
  - たまちゃん - サエコ
  - はまじ - ワッキー（ペナルティ）
  - ブー太郎 - 河本準一（次長課長）
  - 丸尾くん - 山里亮太（南海キャンディーズ）
  - 小杉くん - 内山信二
  - 冬田さん - 柳原可奈子
  - 野口さん - 箕輪はるか（ハリセンボン）
  - みぎわさん - 近藤春菜（ハリセンボン）
  - とし子ちゃん - 吉井怜
  - 城ヶ崎さん - 原田夏希
  - 花輪くん - 波岡一喜
  - 大野くん - 横塚進之介
  - 杉山くん - 目黒邑

第12話（7月19日放送）
- 『家庭教師がやってきた』の巻
  - 森山未來 - お姉ちゃんの家庭教師

第13話（7月26日放送）
- 『まる子、家出をする』の巻
  - 加部亜門 - 哲也
  - 久保純子 - 京子（花屋の店員、哲也の母）

第14話（8月2日放送）
- 『まる子、意地をはる』の巻

第15話（8月9日放送）
- 『終戦記念特別企画・まる子、ヒデじいのお話を聞く』の巻
  - 森本レオ - ヒデじい
  - 長谷川朝晴 - ヒデじい（青年）
  - 安達祐実 - おヨネ婆さん
  - 鶴田真由 - トシ子さん
  - 長江英和 - 貯蔵
  - 忍成修吾 - 平岡

第16話（8月23日放送）
- 『まる子、フランス料理を食べに行く』の巻
  - 金剛地武志 - フランス料理店のギャルソン
  - まちゃまちゃ - 照子さん
  - ほっしゃん。 - 照子さんの恋人（実さん）

第17話（9月6日放送）
- 『転校生のツトム君』の巻
  - 今井悠貴 - 田中ツトム
  - 香田晋 - 田中浩二（ツトムの父）

第18話（9月13日放送）
- 『敬老の日』の巻
  - 泉谷しげる - 近所でも有名なミタケのじいさん
  - 田中圭
  - 西原亜希

第19話（9月27日放送、2時間スペシャル）
- 『まる子カンゲキ』の巻
  - 西城秀樹 - 魚辰の辰
  - 石橋貴明（とんねるず） - ダーイシ男、モデルは石田弘（エグゼクティブプロデューサー）
  - バナナマン （設楽統、日村勇紀）
  - 上村依子 - おみくじのおばちゃん
  - 井上順 - 本人

第20話（10月18日放送）
- 『涙の結婚指輪』の巻
  - MEGUMI - まる子の親戚のマキちゃん
  - 柏原収史

第21話（10月25日放送）
- ドラマ『まる子、はじめてのマツタケ』の巻
  - 松方弘樹 - 町内会長
  - にしおかすみこ - 町内会長の奥さん

第22話（11月1日放送）
- 『まる子、自分の部屋がほしくなる』の巻
  - 小島よしお- ランプの精
  - 高橋真麻（当時、フジテレビアナウンサー） - ランプの精
  - 生野陽子（フジテレビアナウンサー）- ランプの精

第23話（11月29日放送）
- 『まる子と子犬』の巻
  - 松下奈緒 - 獣医

第24話（12月6日放送）
- 『まる子、ピンポンパンを踊る』の巻
  - 石原さとみ - ピンポンパンのお姉さん

第25話（12月13日放送）
- 『ほっかほっかのクリスマス』の巻
  - 石塚英彦（ホンジャマカ）- 石焼いも屋のおじさん

第26話（1月17日放送）
- 『まる子、モモエちゃんに会いに行く』の巻
  - 八名信夫 - ちり紙交換のおじさん

第27話（1月24日放送）
- 『熱血教師あらわる』の巻
  - えなりかずき - 教育実習の田所一太郎
  - ダチョウ倶楽部（肥後克広、寺門ジモン、上島竜兵） - 給食のおじさん達
  - イジリー岡田 - 車掌

第28話（1月31日放送）
- 『たかしくんの給食袋』の巻
  - 菊池桃子 - たかしくんの母

第29話（2月7日放送）
- 『まる子、ひとり旅をする』の巻
  - 宮川大輔 - バスの運転手
  - くわばたりえ（クワバタオハラ） - 女学生
  - 石井正則（アリtoキリギリス） - 警察官

第30話（2月14日放送）
- 『お姉ちゃんのバレンタインデー』の巻

最終話（2月28日放送）
- 『まる子とお姉ちゃん、南の島に行く』の巻
  - 上野樹里 - 二十歳になったまる子
  - パパイヤ鈴木 - バスガイド
  - 福井謙二（フジテレビアナウンサー） - 福引のおじさん

## バラエティ

### インチキおじさん企画
インチキおじさんこと、いんだたけきちが作った「ナーベーダー」というマシンにまる子が乗り、校外学習・社会科見学などが放送される。インチキおじさんの研究所（スタジオ）で行われるケースもあった。
第1回（4月26日放送） - 『動物園』
- ゲスト
  - レギュラー（松本康太、西川晃啓） - 飼育員

第2回（5月10日放送） - 『カーネーション作り』
- ゲスト
  - 假屋崎省吾 - お花の先生

第3回（5月17日放送） - 『Mr.マリックのマジックショー』
- ゲスト
  - Mr.マリック

第4回（5月24日放送） - 『回転寿司』
- ゲスト
  - ギャル曽根 - 回転寿司のお客

第5回（5月31日・6月7日放送） - 『でんじろう先生の実験教室』
※この回は、2週に分けて放送。
- ゲスト
  - 米村でんじろう

### 親子で熱唱!フロオケのど自慢
投稿ビデオコーナーであり、そのビデオで親子が風呂の中でアカペラカラオケをしている場面が放送される。放送された親子には、番組特製の風呂桶・シャンプーハット・アヒル人形のどれかがプレゼントされる（3つの中から、まる子が選ぶ）。

### 狙いうち3文字しりとり
パパイヤ鈴木司会のコーナー。山本リンダの楽曲、「狙い撃ち」の曲に合わせて、ダンスしながら3文字のみでしりとりをする。数回答えると、曲のスピードが速くなる。答えられなかったり、リズムに乗れない、既出の言葉を言う、最後に「ん」がつく言葉、人の名前、3文字以外の言葉や訳の分からない言葉を言ったプレイヤーがアウトとなり、そのゲームは終了する。第2回まではアウトになると罰ゲームとして、そのプレイヤーの顔写真に鈴木がCGで落書きをする。『番組対抗スペシャル』では、勝利したチームにラウンドごとに決められた料理が振る舞われる（但し、食べられるのはそのラウンドに参戦した3人のみで、控えのメンバーは食べられない）。
第1回（5月17日放送）
- 挑戦メンバー
  - まる子
  - たまちゃん
  - 花輪くん
  - みぎわさん
  - はまじ
  - ヒロシ

第2回（5月24日放送）
- 挑戦メンバー
  - まる子
  - たまちゃん
  - 花輪くん
  - みぎわさん
  - ヒロシ
  - カンニング竹山

第3回（5月31日放送）
※この回から、チーム戦で実施
- 子供チーム
  - まる子
  - たまちゃん
  - 花輪くん

- 大人チーム
  - ヒロシ
  - 錦野旦
  - 髙田万由子

第4回（6月14日放送）
- 子供チーム
  - まる子
  - たまちゃん
  - 花輪くん

- 大人チーム
  - ヒロシ
  - パンツェッタ・ジローラモ
  - 名倉潤（ネプチューン）

第5回（6月21日放送）
- 子供チーム
  - まる子
  - たまちゃん
  - 花輪くん

- 大人チーム
  - ヒロシ
  - ジャガー横田
  - 木下博勝

第6回（6月28日放送）※番組対抗スペシャル第1弾
- 『ちびまる子ちゃん』チーム
  - まる子
  - ヒロシ
  - 戸川先生

- 『ザ・ベストハウス123』チーム
  - 田村淳（ロンドンブーツ1号2号）
  - 友近
  - 茂木健一郎

第7回（7月12日放送）※番組対抗スペシャル第2弾
- 『ちびまる子ちゃん』チーム
  - まる子
  - ヒロシ
  - 野口さん（箕輪はるか（ハリセンボン））
  - みぎわさん（近藤春菜（ハリセンボン））

- 『花ざかりの君たちへ〜イケメン♂パラダイス〜』チーム
  - 水嶋ヒロ
  - 山本裕典
  - 岡田将生
  - 石垣佑磨
  - 姜暢雄
  - 紺野まひる

- VTR出演
  - 堀北真希
  - 小栗旬
  - 生田斗真

第8回（8月2日放送）
- 子供チーム
  - まる子
  - たまちゃん
  - 花輪くん

- 大人チーム
  - ヒロシ
  - 佐藤弘道
  - 松本伊代

第9回（8月23日放送）※番組対抗スペシャル第3弾
- 『ちびまる子ちゃん』チーム
  - まる子
  - ヒロシ
  - 金剛地武志

- 『裸の大将』チーム
  - インチキおじさん
  - ドランクドラゴン（塚地武雅、鈴木拓）
  - 猫ひろし

- VTR出演
  - 伊藤英明
  - 井上真央

第10回（10月25日放送）※番組対抗スペシャル第4弾
- 『ちびまる子ちゃん』チーム
  - まる子
  - ヒロシ
  - お姉ちゃん

- 『医龍2』チーム
  - インチキおじさん
  - 小池徹平
  - 水川あさみ
  - 坂口憲二

第11回（11月8日放送）
※この回は鈴木はスケジュールの都合により欠席し、松尾が進行を代理。
- さくら家チーム
  - まる子
  - ヒロシ
  - お姉ちゃん

- ゲストチーム
  - インチキおじさん
  - チュートリアル（徳井義実、福田充徳）
  - 吉澤ひとみ

### さくら家の特別授業
さくら家一員と戸川先生とゲスト講師による、特別授業が開催される。
第1回（6月7日放送）
- ゲスト講師
  - 石原良純 - テーマ『天気について』

第2回（6月21日放送）
※この回は、お母さん役の酒井は体調不良のため欠席。
- ゲスト講師
  - さかなクン - テーマ『海の生き物たち』

第3回（7月19日放送）
- ゲスト講師
  - セロ - テーマ『マジックショー』

第4回（7月26日放送）
- ゲスト講師
  - 野口健 - テーマ『登山家の仕事』

### 3年4組まるまる新聞
まる子・たまちゃん・花輪くん・みぎわさんの4人が芸能人にインタビューして新聞を作る。2007年7月26日・8月16日の2回放送。

### クイズ!まる子検定
8月16日のみ実施。まる子とお姉ちゃんが司会のクイズコーナー。解答者はヒロシ・お母さん・友蔵・おばあちゃんの4人。出題者は司会のまる子とお姉ちゃんではなく、副担任の松尾先生がナレーションで担当。

### 音楽教科書クイズ 唄う!まるまる音楽室
森公美子と男性合唱団が伴奏つきで歌う、音楽科の教科書掲載の楽曲の歌詞を穴埋めして歌う。さくら家一員4人とゲストチーム4人の対抗戦。4人全員が正しく歌えるとクリアとなり、1人でも歌詞を間違うとその時点で失敗となる。クリアすると『おどるポンポコリン』の替え歌で褒められるが、失敗すると『アララの呪文』の替え歌で貶される。
第1回（9月6日放送）
- さくら家チーム
  - まる子
  - ヒロシ
  - お母さん
  - おばあちゃん
- ゲストチーム
  - ハリセンボン（箕輪はるか、近藤春菜）
  - 麒麟（川島明、田村裕）
- スペシャルゲスト
  - ばんばひろふみ

第2回（11月8日放送）
- さくら家チーム
  - まる子
  - ヒロシ
  - お母さん
  - 友蔵
- 『めざましテレビ』チーム（大塚以外は、いずれも当時フジテレビアナウンサー）
  - 大塚範一
  - 軽部真一
  - 高島彩
  - 中野美奈子

### イニシャルワールド
インチキおじさんと松尾アナ司会のコーナー。賢者（出題者）が読み上げる文章の一部分がイニシャルになっており、それを何の単語かを当てる。ヒントは3つまであり、それでも分からない場合はパスする事が出来る。出題する賢者は3人の中から、挑戦者がルーレットを止めて決定する（カーテンが閉まっているため、登場するまで誰なのかは分からない。）。制限時間60秒で、多くの得点を獲得したチーム・挑戦者が勝利となる。勝利したチーム・挑戦者はボーナスゲームに挑戦し、同じイニシャルが書かれた金の箱と銀の箱が登場するのでどちらか1つを選ぶ。1つは当たりの賞品、もう1つはハズレの賞品が入ってる（例として『MT』の場合、当たりは松茸（MATUTAKE）、ハズレは木炭（MOKUTANN））。挑戦者がハズレを引いた場合、当たりの賞品は視聴者プレゼントとなる。
第1回（9月13日放送）
- さくら家チーム
  - まる子
  - ヒロシ
  - 友蔵

- ゲストチーム
  - インパルス（板倉俊之、堤下敦）
  - 眞鍋かをり

- 賢者（出題者）
  - 小島よしお
  - ボビーオロゴン
  - 川端健嗣（フジテレビアナウンサー）

第2回（10月18日放送）
- さくら家チーム
  - まる子
  - ヒロシ
  - お姉ちゃん

- ゲストチーム
  - 品川庄司（品川祐、庄司智春）
  - 麻木久仁子

- 賢者（出題者）
  - 小島よしお
  - 中尾彬
  - 細山貴嶺

第3回（11月1日放送）
- さくら家チーム
  - まる子
  - ヒロシ
  - お姉ちゃん

- ゲストチーム
  - 次長課長（河本準一、井上聡）
  - 西川史子

- 賢者（出題者）
  - 小島よしお
  - 伊集院光
  - 渡辺和洋（フジテレビアナウンサー）

第4回（11月29日放送）
- さくら家チーム
  - まる子
  - ヒロシ
  - 小杉くん（内山信二）

- 『暴れん坊ママ』チーム 
  - 片瀬那奈
  - 東幹久
  - 岡江久美子

第5回（12月13日放送）
※この回から、個人戦で実施。
- 挑戦メンバー
  - ムーディ勝山
  - にしおかすみこ
  - ほっしゃん。
  - まる子

第6回（1月17日放送）
- 挑戦メンバー
  - レイザーラモンHG（レイザーラモン）
  - 眞鍋かをり
  - ふかわりょう
  - ヒロシ

### クイズ 言われてみればそれ気になーる!
2007年12月13日放送分から2008年2月14日放送分まで実施。まる子と福井謙二司会のクイズコーナー。世の中の様々な雑学に関する2択クイズが出題される。解答者は正解だと思う選択肢の鉛筆を模した置物を立てて解答する（通常は1個だが、より自信がある場合は2個立てる）。解答者はさくら一家やインチキおじさんなどレギュラー出演者に加えてルー大柴、野々村真、南明奈、里田まいなどがゲスト出演した。

## アニメ版との共通点
- オープニングテーマ曲がB.B.クィーンズの「おどるポンポコリン」である。5月10日まではキャスト紹介も含めて1番がフルで流れたが、翌週5月17日以降は冒頭での番組内容の予告や挿入曲として使われるのみとなった。
- エンディングテーマ曲もちびまる子ちゃん with 爆チュー問題の「アララの呪文」である。レギュラー出演者がダンスをするが、アニメ版とは異なる新しい振付になっている。振付考案は、オリジナルと同じくパパイヤ鈴木。初回の4月19日は鈴木が講師として登場し、3年4組の一同に振り付けの指導を行った。
- ナレーションもアニメと同様、キートン山田が担当。

## 備考
- 第4話『おかあさんの日』では番宣当時、まる子とお母さんがジェットコースターに乗るシーンが放送されていたが、5月5日にエキスポランドで事故が発生。本放送時はカットされた。
- 本作放映時においては原作漫画の掲載誌『りぼん』及び、その増刊の『あみーご!』においても本作のドラマ部分は取り上げられており、特に『あみーご!』では全4冊出ている内の2冊は本作（アニメ、原作含む）の特集号である。
- 一夜限りの同窓会スペシャルで大人になった野口さんを演じた箕輪は、後にTBSテレビ『永沢君』でも中学生の野口さんを演じている。

## スタッフ
- 原作・原案 - さくらももこ『ちびまる子ちゃん』（集英社）
- 企画 - 松崎容子（フジテレビ）
- スーパーバイザー - 関卓也（フジテレビ）
- 制作著作 - フジテレビ

### ドラマ
- ナレーション - キートン山田
- 脚本 - 樫田正剛
- 技術プロデューサー - 江花佳恵（フジテレビ）
- SW - 白田龍夫
- 撮影 - 福澤亮介（バスク）
- 映像調整 - 青田保夫（バスク）
- 音声 - 堀知也（バスク）
- 照明 - 清水智（FLT）
- 選曲 - 泉清二（SPOT）
- 音響効果 - 壁谷貴弘（SPOT）
- VTR編集 - 杉山英希（バスク）
- オフライン編集 - 落合真子（ワインド・アップ）
- HDエフェクト - 高岡直樹
- MA - 上杉春奈（バスク）
- 美術プロデューサー - 三竹寛典（フジテレビ）
- 美術デザイン - 桐山三千代（フジテレビ）
- 美術進行 - 久保典子（フジアール）
- アシスタントプロデューサー - 西澤桂
- 演出 - 平野眞（フジテレビ）、小林和宏（FCC）、樹下直美
- プロデューサー - 東康之（フジテレビ）

### バラエティ
- ナレーション - 古川登志夫
- 構成 - 樋口卓治、都築浩、そーたに、天野慎也、大井洋一、大悟法弘一
- 技術プロデューサー - 高瀬義美（ニユーテレス）
- SW - 長瀬正人（ニユーテレス）
- CAM - 小池悟志（ニユーテレス）、永澤剛（スウィッシュ・ジャパン）
- 映像調整 - 山下悠介（ニユーテレス）
- 音声 - 篠良一（ニユーテレス）
- 音響効果 - 高田智彰、山口将史（3×7）
- VTR編集 - 武藤洋徳（IMAGICA）
- MA - 円城寺暁（IMAGICA）
- 美術進行 - 村瀬大（フジアール）
- アシスタントプロデューサー：水田さおり
- ディレクター - 城間康男（グスク）、内山大輔（ゴシック）
- 演出 - 中村肇（ビー・ブレーン）
- プロデューサー - 菅野貴志（ビー・ブレーン）
- 制作協力 - BEE BRAIN

## DVDソフト化
「まるまるちびまる子ちゃん DVD-BOX」
2007年12月21日発売、ドラマをメインに収録。